# Rosa 'Dagmar Hastrup'
Rosa 'Dagmar Hastrup' — сорт роз из класса Гибриды розы Ругоза.

## Происхождение
Не известно.
Обнаружен Кнудом Джулианусом Хаштрупом (Дания, 1914 год).

## Биологическое описание
Диплоид.
Высота куста 45—150 см, ширина 75—185.
Листья тёмно-зелёные, осенью бронзовые.
Цветки простые, чашевидные, светло-розовые.
Лепестков 4—8.
Аромат сильный.
Цветение непрерывное.
Плоды ярко-красные.

## В культуре
Зоны морозостойкости: от 3b (−34.4… −37.2 °C) до более тёплых.
Устойчивость к заболеваниям очень высокая.
Для стимулирования цветения увядшие цветки удаляют.
В средней полосе России не требуют зимнего укрытия.